# Centrala Badania Zbrodni Narodowosocjalistycznych w Ludwigsburgu
Centrala Badania Zbrodni Narodowosocjalistycznych w Ludwigsburgu (niem. Zentrale Stelle der Landesjustizverwaltungen zur Aufklärung nationalsozialistischer Verbrechen) – niemiecka instytucja utworzona w Ludwigsburgu w roku 1958 mająca na celu badanie zbrodni nazistowskich. W czasie swojej działalności Centrala doprowadziła do skazania kilku tysięcy sprawców zbrodni nazistowskich.

## Historia
Centrala w Ludwigsburgu powstała 1 grudnia 1958. Jej zadaniem była archiwizacja akt pohitlerowskich i przekazywanie ich do odnośnych urzędów prokuratury powszechnej oraz prowadzenie śledztw i pomoc w zbieraniu dowodów procesowych przeciwko nazistowskim zbrodniarzom wojennym. Instytucja miała mieć początkowo charakter tymczasowy, jednak istnieje do dziś i „stanowi urząd wymiaru sprawiedliwości, działający zgodnie z konstytucją” – jak wynika z wykładni niemieckiego Federalnego Trybunału Konstytucyjnego. Centrala współpracuje z organizacjami z całego świata, w tym między innymi z Instytutem Pamięci Narodowej.

## Śledztwa
Na terytorium RFN objęto postępowaniem śledczym 78 242 osoby podejrzane o zbrodnie hitlerowskie. Spośród tych osób wiele zmarło lub znalazło się poza granicami RFN, niektórym zaś nie można było przekonywająco udowodnić ich zbrodniczego działania. Zestawienie jednak 78 242 podejrzanych z tylko 6 358 ukaranymi zbrodniarzami, wskazuje na niewspółmiernie wysoką liczbę umorzeń lub dochodzeń zakończonych bez postępowania sądowego. W okresie od 1 sierpnia 1958 roku do 1 stycznia 1975 roku zostało skazanych w RFN tylko 492 zbrodniarzy, tzn. 59%, na łącznie 835 oskarżonych w 332 procesach. Uprawomocnione zaś zostały wyroki tylko w stosunku do 45% skazanych. Według danych Centrali w Ludwigsburgu na 2 700 dochodzeń przekazanych przez tę Centralę do prokuratur w RFN, tylko 542 oskarżonych otrzymało wyroki, a z tej liczby tylko 21%, tzn. 118 oskarżonych, zostało skazanych na dożywotnie więzienie. Na podstawie tych liczb wskazujących na dysproporcję między liczbą podejrzanych lub oskarżonych a faktycznie ukaranych za zbrodnie hitlerowskie, powstaje uzasadnione pytanie, czy takie postępowanie w sprawie ścigania zbrodniarzy hitlerowskich przywróci świadomość prawa i porządek prawny w RFN, skoro nadal żyje tam na wolności zdecydowana większość zbrodniarzy hitlerowskich?

Ostatnimi dochodzeniami jakimi zajmowała się Centrala Badania Zbrodni Narodowosocjalistycznych był głośny medialnie proces Iwana Demianiuka, członka utworzonej przez Niemców ukraińskiej policji. W procesie świadkiem był SS-man Samuel Kunz, który nadzorował strażników w niemieckim obozie zagłady w Bełżcu. W latach 70. uniewinniono komendanta SS–Hauptsturmführera Karla Streibela z obozu SS w Trawnikach, gdzie Demianiuk był szkolony.

## Kontrowersje wokół instytucji
Pierwszy głośny skandal wokół instytucji miał miejsce w latach 60. po ujawnieniu przez niemieckie media przynależności szefa centrali Erwina Schüle do bojówek SA i NSDAP. Ustąpił on z zajmowanej funkcji w 1966.
W latach 1959–1989 Główna Komisja Badania Zbrodni Hitlerowskich przekazała Centrali Badania Zbrodni Narodowosocjalistycznych w Ludwigsburgu kilkaset tysięcy oryginalnych dowodów zbrodni niemieckich w Polsce w okresie okupacji (co najmniej 36 000 protokołów zeznań, 150 000 fotografii, kilkadziesiąt tysięcy mikrofilmów i 12 000 kompletnych akt prowadzonych śledztw). Zachodzi obawa, że dokumentacja ta została bezpowrotnie utracona.

W 2004 roku ówczesny dyrektor IPN prof. Leon Kieres zwrócił się do podległych mu prokuratorów IPN, by przygotowali raport o stanie śledztw w sprawach zbrodni Wehrmachtu popełnionych we wrześniu 1939 roku. I wtedy okazało się, że w tysiącach teczek znajdujących się w archiwach IPN brakuje nie tylko oryginałów zeznań czy zdjęć, ale nawet wiarygodnych kopii tych dokumentów. A bez oryginalnych akt zakończenie spraw, czyli ich umorzenie lub wydanie wyroku skazującego, nie jest możliwe. Jak informuje Wprost dr Antoni Kura, naczelnik Wydziału Nadzoru nad Śledztwami Głównej Komisji Ścigania Zbrodni przeciwko Narodowi Polskiemu, takich niezamkniętych postępowań może być nawet 10 tysięcy. Niektóre z nich są bardzo głośne, na przykład sprawa zbrodni niemieckich popełnionych na terenie obozów Groß-Rosen czy Treblinka. W kilkuset przebadanych dotychczas teczkach znaleziono jedynie adnotację: «wysłane do Ludwigsburga».

Wiosną 1959 roku, na prośbę centrali w Ludwigsburgu, Główna Komisja Badania Zbrodni Hitlerowskich w Polsce zaczęła przekazywać zawartość polskich archiwów partnerom z RFN. Tylko w latach 1965–1989 Polacy przekazali Niemcom 36 tys. protokołów zeznań, 150 tys. fotografii, kilkadziesiąt tysięcy mikrofilmów i 12 tys. kompletów materiałów z prowadzonych śledztw. W zamian strona polska otrzymała z Ludwigsburga... listę polskich gajowych i leśniczych współpracujących z RSHA (Głównym Urzędem Bezpieczeństwa Rzeszy). (...) Wszystko wskazuje jednak na to, że dokumenty zostały stracone bezpowrotnie. Na jakąkolwiek prośbę czy sugestię ich zwrotu urzędnicy w Ludwigsburgu najpierw reagowali rozkładaniem rąk, a później zniecierpliwieniem. Na nasze pytania odpowiadają: «Nie piszcie do nas! Akt już w Ludwigsburgu nie ma». A gdzie są, tego nie wiadomo. Dyrektor centrali w Ludwigsburgu, dr Joachim Reidel, w piśmie do IPN sugeruje, że część akt może się znajdować w Bundesarchiv w Koblencji, Fryburgu Bryzgowijskim lub Berlinie. Część została najprawdopodobniej zniszczona, uległ bowiem przedawnieniu okres ich przechowywania.
„Jeśli w tej sprawie mieliśmy wyłącznie do czynienia z użyczeniem akt dla dobra niemieckiego śledztwa, jak zapewnia centrala w Ludwigsburgu, to czym prędzej należy się zwrócić do strony niemieckiej o ich zwrot. Gdyby strona niemiecka z jakichś powodów zwrotu odmówiła, trzeba wystąpić do sądu o odszkodowanie. Innego wyjścia nie ma”.

Na podstawie oryginalnych dokumentów przekazanych z Polski niemieckie sądy uniewinniały oskarżonych o zbrodnie nazistowskie. Profesor Daria Nałęcz, jako ówczesny Dyrektor Naczelny Archiwów Państwowych tak podsumowała w 2006 tę sytuację:

Utrata znacznej części tak ważnego dla Polski archiwum dokumentującego niemieckie zbrodnie to kuriozum. Mogłabym jeszcze zrozumieć, gdyby chodziło tylko o naszą pomoc prawną, bo do tego jesteśmy zobowiązani. Jednakże niewykonanie kopii, brak dbałości o zwrot oryginałów, nie mówiąc już o utajnieniu tego procederu przed negocjatorami procesu restytucji archiwaliów z Niemiec, jest co najmniej niepokojące. Mam nadzieję, że ktoś w tej sprawie pójdzie jednak po rozum do głowy. Dobrze byłoby wiedzieć, czy chociaż jedna ze spraw, których akta przekazano, zakończyła się procesem lub skazaniem winnego.

Doniesienie o możliwości popełnienia przestępstwa do Prokuratury Okręgowej w Warszawie złożył w czerwcu 2006 prezes Instytutu Pamięci Narodowej Janusz Kurtyka. Wśród osób odpowiedzialnych za nieprawidłowości wymieniano szefa pionu śledczego IPN, a w przeszłości szefa Głównej Komisji Ścigania Zbrodni przeciwko Narodowi Polskiemu prof. Witolda Kuleszę. Warszawska prokuratura przeprowadziła śledztwo w sprawie nielegalnego przekazania stronie niemieckiej oryginalnych dowodów hitlerowskich zbrodni na Polakach w roku 2006 i po czterech latach umorzyła sprawę z powodu „przedawnienia karalności czynu”.
W 2008 r. w 50. rocznicę działalności centralę skrytykowała Przewodnicząca Centralnej Rady Żydów w Niemczech – Charlotte Knobloch, która uznała, że Niemcy przegrały „wyścig z czasem”, którego stawką było ukaranie nazistowskich zbrodniarzy wojennych.